# Not Fair
Not Fair is een nummer van de Britse zangeres Lily Allen. Het werd uitgebracht als de tweede Britse en de derde niet-Britse single in 2009. Het nummer gaat over een man die Allen wel aantrekkelijk vindt, maar die haar niet seksueel kan opwinden.

## Tracklist

### Cd-single
1. "Not Fair" (Explicit Version)
2. "The Fear" The Count (Hervé) & Lily Face The Fear

### 7" vinyl
1. "Not Fair" (Radio Edit)
2. "Why"

### Digitaal
1. "Not Fair" (Radio Edit)

### Digitale bundel
1. "Not Fair"
2. "Not Fair" (Radio Edit)
3. "Not Fair" (Style of Eye remix)
4. "The Fear (The Count Remix)
5. "Mr. Blue Sky"
6. "Why"

### Download ep / cd-maxi
1. "Not Fair"
2. "Why"
3. "Not Fair" (Style of Eye Remix)
4. "The Count (aka Hervé) And Lily Face the Fear (explicit)"
5. "Not Fair (Clean Radio Edit)" (Censored version)
6. "Mr. Blue Sky"

## Hitnotering
| "Not Fair" in de Nederlandse Top 40 - binnen: 15-08-2009 | "Not Fair" in de Nederlandse Top 40 - binnen: 15-08-2009 | "Not Fair" in de Nederlandse Top 40 - binnen: 15-08-2009 | "Not Fair" in de Nederlandse Top 40 - binnen: 15-08-2009 | "Not Fair" in de Nederlandse Top 40 - binnen: 15-08-2009 | "Not Fair" in de Nederlandse Top 40 - binnen: 15-08-2009 | "Not Fair" in de Nederlandse Top 40 - binnen: 15-08-2009 | "Not Fair" in de Nederlandse Top 40 - binnen: 15-08-2009 | "Not Fair" in de Nederlandse Top 40 - binnen: 15-08-2009 | "Not Fair" in de Nederlandse Top 40 - binnen: 15-08-2009 | "Not Fair" in de Nederlandse Top 40 - binnen: 15-08-2009 | "Not Fair" in de Nederlandse Top 40 - binnen: 15-08-2009 | "Not Fair" in de Nederlandse Top 40 - binnen: 15-08-2009 | "Not Fair" in de Nederlandse Top 40 - binnen: 15-08-2009 | "Not Fair" in de Nederlandse Top 40 - binnen: 15-08-2009 | "Not Fair" in de Nederlandse Top 40 - binnen: 15-08-2009 | "Not Fair" in de Nederlandse Top 40 - binnen: 15-08-2009 | "Not Fair" in de Nederlandse Top 40 - binnen: 15-08-2009 |
| Week                                                     | 1                                                        | 2                                                        | 3                                                        | 4                                                        | 5                                                        | 6                                                        | 7                                                        | 8                                                        | 9                                                        | 10                                                       | 11                                                       | 12                                                       | 13                                                       | 14                                                       | 15                                                       | 16                                                       |                                                          |
| -------------------------------------------------------- | -------------------------------------------------------- | -------------------------------------------------------- | -------------------------------------------------------- | -------------------------------------------------------- | -------------------------------------------------------- | -------------------------------------------------------- | -------------------------------------------------------- | -------------------------------------------------------- | -------------------------------------------------------- | -------------------------------------------------------- | -------------------------------------------------------- | -------------------------------------------------------- | -------------------------------------------------------- | -------------------------------------------------------- | -------------------------------------------------------- | -------------------------------------------------------- | -------------------------------------------------------- |
| Nummer                                                   | 38                                                       | 20                                                       | 11                                                       | 8                                                        | 4                                                        | 5                                                        | 6                                                        | 7                                                        | 9                                                        | 9                                                        | 11                                                       | 11                                                       | 19                                                       | 20                                                       | 33                                                       | 38                                                       | uit                                                      |

| "Not Fair" in de Vlaamse Ultratop 50 - binnen: 05-12-2009 | "Not Fair" in de Vlaamse Ultratop 50 - binnen: 05-12-2009 | "Not Fair" in de Vlaamse Ultratop 50 - binnen: 05-12-2009 | "Not Fair" in de Vlaamse Ultratop 50 - binnen: 05-12-2009 | "Not Fair" in de Vlaamse Ultratop 50 - binnen: 05-12-2009 | "Not Fair" in de Vlaamse Ultratop 50 - binnen: 05-12-2009 | "Not Fair" in de Vlaamse Ultratop 50 - binnen: 05-12-2009 | "Not Fair" in de Vlaamse Ultratop 50 - binnen: 05-12-2009 | "Not Fair" in de Vlaamse Ultratop 50 - binnen: 05-12-2009 | "Not Fair" in de Vlaamse Ultratop 50 - binnen: 05-12-2009 | "Not Fair" in de Vlaamse Ultratop 50 - binnen: 05-12-2009 | "Not Fair" in de Vlaamse Ultratop 50 - binnen: 05-12-2009 | "Not Fair" in de Vlaamse Ultratop 50 - binnen: 05-12-2009 | "Not Fair" in de Vlaamse Ultratop 50 - binnen: 05-12-2009 | "Not Fair" in de Vlaamse Ultratop 50 - binnen: 05-12-2009 | "Not Fair" in de Vlaamse Ultratop 50 - binnen: 05-12-2009 | "Not Fair" in de Vlaamse Ultratop 50 - binnen: 05-12-2009 | "Not Fair" in de Vlaamse Ultratop 50 - binnen: 05-12-2009 |
| Week                                                      | 1                                                         | 2                                                         | 3                                                         | 4                                                         | 5                                                         | 6                                                         | 7                                                         | 8                                                         | 9                                                         | 10                                                        | 11                                                        | 12                                                        | 13                                                        | 14                                                        | 15                                                        | 16                                                        |                                                           |
| --------------------------------------------------------- | --------------------------------------------------------- | --------------------------------------------------------- | --------------------------------------------------------- | --------------------------------------------------------- | --------------------------------------------------------- | --------------------------------------------------------- | --------------------------------------------------------- | --------------------------------------------------------- | --------------------------------------------------------- | --------------------------------------------------------- | --------------------------------------------------------- | --------------------------------------------------------- | --------------------------------------------------------- | --------------------------------------------------------- | --------------------------------------------------------- | --------------------------------------------------------- | --------------------------------------------------------- |
| Nummer                                                    | 34                                                        | 21                                                        | 17                                                        | 16                                                        | 20                                                        | 19                                                        | 17                                                        | 16                                                        | 15                                                        | 18                                                        | 19                                                        | 18                                                        | 33                                                        | 37                                                        | 42                                                        | 47                                                        | uit                                                       |